# Eugen Fley
Eugen Fley (* 9. August 1900 auf dem Stadtgebiet des heutigen Ennepetal; † 26. November 1990 in Schwelm) war ein deutscher Politiker und Landtagsabgeordneter (CDU).

## Leben
Nach dem Besuch der Volksschule absolvierte er eine kaufmännische Ausbildung und war danach als Buchhalter und Prokurist tätig. Nach entsprechender Weiterbildung wurde er Kirchenkassenrendant.
1945 gehörte Fley zu den Mitbegründern der CDU im Ennepe-Ruhr-Kreis. Er war in zahlreichen Gremien der Partei vertreten.
Vom 29. Dezember 1965 bis zum 23. Juli 1966 war Fley Mitglied des Landtags des Landes Nordrhein-Westfalen. Er rückte über die Reserveliste seiner Partei für Hermann Weber nach. Bereits zuvor hatte ihn der Landtag zum Mitglied der dritten Bundesversammlung gewählt, die 1959 Heinrich Lübke zum Bundespräsidenten wählte. Er war Mitglied des Kreistages des Ennepe-Ruhr-Kreises und Mitglied des Rates der Stadt Ennepetal. Außerdem war er von 1953 bis 1975 Mitglied der Landschaftsversammlung des Landschaftsverbandes Westfalen-Lippe.